# كلود ليكومت
كلود ليكومت (بالفرنسية: Claude Lecomte)‏ هو عسكري وضابط فرنسي، ولد في 8 سبتمبر 1817 في تيونفيل في فرنسا، وتوفي في 18 مارس 1871 في حي مونمارتر في فرنسا بسبب إعدام رميا بالرصاص.